# Bruce Baum
Bruce Baum es un cómico estadounidense. Su acto en directo consiste en improvisión así como en material tradicional de monólogos. Uno de sus mejores rutinas de monólogos es su personaje con pañal Babyman. Bau es reconocido por su gran bigote y pelo largo y a menudo es descrito como parecido a David Crosby. Baum y el cómico Barry Marder coescribieron la serie de libros Letters From a Nut, escrito bajo el pseudónimo de Ted L. Nancy.

## Biografía
Baum fue jugador de fútbol americano en UCLA, pero se cambió a la Universidad de California-Davis para tener más tiempo para jugar. En UC-Davis, se graduó en ciencias políticas mientras realizaba rutinas de comedia en la biblioteca de la universidad y en los comedores. Regresó a UCLA para sacarse el máster en cine, y mientras trabajaba en proyectos de cine para la universidad, conoció a cómicos como Garry Shandling, Robin Williams, y Bob Saget. Se unió a un circuito de monologuistas en 1977. Él también apareció en un revival corto para el programa de juegos en televisión Make Me Laugh. 
En 1981, Baum, como Bruce "Baby Man" Baum, grabó la popular canción cómica "Marty Feldman Eyes", una parodia del éxito de Kim Carnes "Bette Davis Eyes". 
En 1986, apareció la estrella de Dallas Jenilee Harrison y con la estrella de The Huggabug Club Audrey Landers en Super Password con Bert Convy.
Baum ha aparecido en varios programas televisivos desde principios de los años 80, incluyendo The Stockard Channing Show, Growing Pains, Full House, y Northern Exposure. Él también apareció como una versión animada de él mismo en Los Simpson, junto con los invitados Jay Leno, Janeane Garofalo, Steven Wright, y Bobcat Goldthwait en el episodio "La última tentación de Krust".